# کریستین لیکین
کریستین لیکین (انگلیسی: Christine Lakin؛ زادهٔ ۲۵ ژانویهٔ ۱۹۷۹) یک هنرپیشه اهل ایالات متحده آمریکا است.
از فیلم‌های معروف او می‌توان به بازی در فیلم ورونیکا مارس، دوباره تو و قانون جورجیا اشاره کرد.